# Ghost Train
Ghost Train (dt. „Geisterzug“ oder „Geisterbahn“) ist der Name einer Geisterbahn im Freizeitpark Blackpool Pleasure Beach in England. Sie ist die älteste elektrisch betriebene, stationäre Geisterbahn der Welt.

## Standort und Geschichte
Blackpool Pleasure Beach wurde 1896 in Blackpool in der englischen Grafschaft Lancashire eröffnet. Im Jahr 1929 konstruierte und eröffnete der Konstrukteur Joseph Emberton seine erste elektrisch betriebene Geisterbahn. Ursprünglich war das Fahrgeschäft als gemütliche Familienachterbahn geplant, doch davon gab es in Blackpool Pleasure Beach schon genug. Außerdem war Emberton fasziniert von Gruselkabinetten. Also dachte er sich ein Fahrgeschäft aus, das beides miteinander verbinden würde. Aufgrund der Streckenführung wurden (und werden) solche Bahnen auch als Brezelbahn (nach englischer Schreibweise Pretzelbahn) bezeichnet. Emberton fand die Bezeichnung jedoch wenig reizvoll und entschied sich für den Namen „Ghost Train“, zumal das Fahrgeschäft die Besucher ja in Gruselgefühle versetzen und erschrecken sollte. Und zu der Zeit war gerade ein Theaterstück mit demselben Titel in England sehr beliebt. In diesem Stück geht es um Passagiere, deren Zug an einem verlassenen Bahnhof strandet, wo es zu vermeintlichen Spukerscheinungen kommt.
Ghost Train öffnete schließlich im Mai 1930 und wurde so populär, dass es bis heute besteht und betrieben wird. Mit über 90 Jahren Betriebszeit ist es die älteste stationäre Geisterbahn der Welt, gefolgt vom „Geisterschloss“ auf dem Wiener Prater in Österreich (eröffnet im Jahr 1933). Es finden regelmäßige Wartungsarbeiten statt; der Eintritt kostet derzeit 4,00 £ (umgerechnet etwa 4,60 €).

## Beschreibung
Ghost Train ist recht groß und zwei Stockwerke hoch. Die Außenfassade ist einem Schloss nachempfunden und mit klassischen Monster- und Geisterfiguren wie Trollen, Hexen und Vampiren dekoriert. Die linke Turmfassade ist aufgebrochen und ein übergroßes menschliches Skelett ragt heraus. Besucher können sich jeweils einzeln oder zu zweit in die Wagen (sogenannte Chaisen) setzen, die dann einzeln durch die Geisterbahn fahren. Die Geisterfiguren im Inneren sind überwiegend bekannten und populären Filmmonstern nachempfunden, andere Fahrstreckenbereiche sind mit Gruselmotiven aus Leuchtfarbe geschmückt. Passend dazu werden Sound- und Lichteffekte eingesetzt und die Gruselpuppen ruckartig bewegt, um die Fahrgäste zu erschrecken. An vier Stellen verlassen die Wagen kurzzeitig die Geisterbahn, um anschließend jeweils wieder hineinzufahren. Die Fahrt dauert etwa vier Minuten.
Einer urbanen Legende zufolge haust der Geist eines ehemaligen Technikers in der Geisterbahn. Er wird aufgrund seiner klotzigen Arbeitsstiefel „Cloggy“ genannt und soll Besucher mit seinem plötzlichen Erscheinen erschrecken.